# Anno 1800
Anno 1800 je budovatelská strategie v reálném čase, kterou vyvinulo studio Blue Byte a vydala společnost Ubisoft. Hra byla vydána 16. dubna 2019 pro osobní počítače s Microsoft Windows. Jedná se o sedmý díl v sérii Anno a na rozdíl od předešlých dvou dílů Anno 2070 a Anno 2205 je opět zasazen v historickém období; odehrává se v 19. století během průmyslové revoluce. Hra se vrací k původním budovatelským a bojovým mechanikám, obsahuje však také nové herní prvky, jako je cestovní ruch, diazotypie a účinky vlivů industrializace na obyvatele ostrova.

## Hratelnost
Anno 1800 se odehrává v 19. století během průmyslové revoluce. Stejně jako další hry ze sérii Anno je i Anno 1800 budovatelskou strategií. I když je hra zasazena v období trojúhelníkového obchodu, hlavní architektura je viktoriánská a ekonomickým motorem je tovární práce. Odehrává se ve Starém světě, kde je potřeba občanů, dělníků a řemeslníků, jež jsou ústředním bodem řízení výroby a dodavatelských řetězců. Paralelně k tomuto světu existují i města Nového světa, která vyrábí produkty, jež si dělníci ze Starého světa chtějí koupit. K tomu je však potřeba vybudovat obchodní cesty. Na rozdíl od svého předchůdce Anno 1701, které se odehrává v 17. století, obsahuje hra diazotypie, jež pomáhají hráčům s plánováním jejich měst.

## Stahovatelný obsah
První season pass obsahoval tři placená DLC Sunken Treasure, Botanica A The Passage. Zatímco díky Botanice lze zkrášlit město a přilákat tak více turistů, The Passage dovoluje hráči se plavit severozápadním průjezdem k severnímu polárnímu kruhu. Druhá sezóna z roku 2020 obsahuje další tři DLC. Seat of Power umožňuje hráči si vybrat, jaká nařízení ovlivní osady v blízkosti paláce; Bright Harvest představuje traktory a snížení pracovní síly a v Land of Lions musí hráč prozkoumat poušť, vést svůj lid a postavit zavlažovací systém, aby čelil nedostatku vody. Třetí sezóna z roku 2021 obsahuje další tři DLC. Docklands umožňuje hráči přetvořit své město v globální obchodní uzel s modulárním systémem skladování a pomocí obchodních smluv si vytvořit monopol na své oblíbené zboží. Tourist Season zavádí do městských hotelů novou úroveň turistů a baví je restauracemi a prohlídkami města. Díky The High Life může hráč stavět první mrakodrapy a nákupní centra, jež pomáhají uspokojit investory, a postavit největší monument ve hře, mrakodrap Skyline Tower. Momentálně poslední čtvrtá sezóna z roku 2022 obsahuje opět tři DLC Seeds of Change, Empire of the Skies, New World Rising. Hlavním doplňkem Seeds of Change je Hacienda, která funguje jako zemědělské centrum ostrovů Nového světa, rozšíření Empire of the Skies umožňuje hráčům použít vzducholodě v boji nebo k rychlé přepravě nákladu a poslední rozšíření New World Rising vydané 8. prosince 2022 představuje průmyslový a ekonomický rozmach Nového světa spolu s novou populační vrstvou — Artistas (Umělci).

## Distribuce
Anno 1800 je dostupné na službách Epic Games Store, Origin, a Ubisoft Connect. Hru bylo možné předobjednat na Steamu, v den vydání však byla ze služby odebrána.